# Ubuntu
Ubuntu je distribucija GNU/Linuksa operativnog sistema. Zasnovan na distribuciji Debijan, Ubuntu najviše pažnje posvećuje lakoći korišćenja, slobodi od svih ograničenja, redovnom objavljivanju novih izdanja (svakih 6 meseci) i lakoći instalacije. Ubuntu sponzoriše privatno preduzeće južnoafričkog biznismena Marka Šatlvorta, Kanonikal. Naziv distribucije potiče od afričke ideologije ubuntu (otprilike: „humanost prema drugima“), mada su predložena i druga značenja.
Trenutno izdanje distribucije je verzija 21.04 (Hirsute Hippo), koja je izdata 22. aprila 2021. godine. Namera je da se korišćenjem jedino slobodnog softvera prosečnom korisniku obezbedi istovremeno ažuran i stabilan operativni sistem.
Kubuntu, Lubuntu i Ksubuntu su zvanični Ubuntuovi potprojekti, kojima je cilj da jezgru Ubuntua donesu stona okruženja KDE, LXDE i Xfce. Edubuntu i Ubuntu Studio su takođe zvanični potprojekti. Edubuntu je „dizajniran za školsko okruženje, a koji bi trebalo da bude podjednako podesan i da ga deca koriste kod kuće“ dok je Ubuntu Studio prilagođen osobama koje se bave grafikom i produkcijom ili obradom muzike.

## Razvoj
Prvo izdanje Ubuntua je izašlo 20. oktobra 2004. godine kao privremeno fork izdanje (nov izveden projekat) Debijan GNU/Linuks distribucije sa ciljem bržeg izdavanja verzija od Debijana, što doprinosi da uvek u sebi sadrži najsvežiji softver. Od tada, svakih šest meseci izlazi novo izdanje sa podrškom od osamnaest meseci (devet meseci od verzije 13.04), putem krpljenja, ispravljanja grešaka i sigurnosnih propusta i manjih nadogradnji programa. Odlučeno je da će svako četvrto izdanje, koje je izdato svake dve godine, dobijati produženu podršku (DP, engl. LTS, long-term support). Izdanja sa produženim trajanjem podrške su nekada bile podržane tri godine za korisnike i pet godina za servere. Međutim, izlaskom Ubuntua 12.04 DP, podrška za korisnike je produženo na pet godina (npr. Ubuntu 12.04 DP će biti podržan do aprila 2017). Podrška je produžena da bi se tvrtke koje koriste Ubuntu lakše prilagodile zbog troškova nadogradnje. Izdanja sa produženom podrškom imaju dodatne, „tačke” izdanja, da bi izdanja sa dugom podrškom mogla raditi na novijem hardveru.
Ubuntuovi paketi su zasnovani na Debijanovoj „nestabilnoj grani paketa”: obe distribucije koriste Debijanov oblik .deb za instalisanje programa i alatke za upravljanje paketima APT i Ubuntu Softver Centar. Debijan i Ubuntu paketi nisu obavezno kompatibilni jedni sa drugima i zato se ponekad .deb paket mora ponovo izgraditi da bi se mogao koristiti u Ubuntuu. Mnogi programeri koji razvijaju Ubuntu jesu i održavaoci ključnih paketa unutar Debijana ali ima kritika o tome da se to ne dešava često. U prošlosti, Ijan Merdok, osnivač Debijana, izražavao je zabrinutost da su se Ubuntuovi paketi previše udaljili od Debijanovih da bi ostali kompatibilni. Pre izdavanja, paketi su uvezeni iz nestabilnog Debijana i spojeni sa Ubuntuovim ispravkama. Mesec dana pred izdavanje, uvezene stavke su zamrznute i tada programeri rade na kompatibilnosti paketa.
Mark Šatlvort je objavio 31. oktobra 2011. godine da će Ubuntuova podrška za tablične računare, pametne telefone i televizore postati deo Ubuntua do verzije Ubuntua 14.04. 9. 1. 2012, Kanonikal je otkrio Ubuntu TV na Prikazu potrošačke elektronike.
Ubuntu trenutno finansira Kanonikal. Mark Šatlvort i Kanonikal su 8. jula 2005. godine obznanili stvaranje Ubuntu zadužbine i uložili početnih 10 miliona američkih dolara. Svrha ove zadužbine je obezbeđivanje podrške i razvoja za sva buduća izdanja Ubuntua, ali zadužbina od 2006. postaje neaktivna. Mark Šatlvort opisuje fondaciju kao alternativni fond finansiranja Ubuntu projekta u slučaju da Kanonikal prestane sa radom.

## Karakteristike
Ubuntu je sastavljen od mnogo programskih paketa, i većina njih su objavljeni pod slobodnom softverskom licencom. Glavna licenca koja se koristi, GNU-ova opšta javna licenca (GOJL; engl. GNU GPL), zajedno sa GNU-ovom manjom opštom javnom licencom (GMOJL; engl. GNU LGPL), izričito proglašava slobodu korisnika da koriste, umnože, dele, razvijaju i poboljšavaju softver. S druge strane, postoji i vlasnički softver koji se može koristiti na Ubuntuu.
Program za instalaciju, Sveprisutnost (engl. Ubiquity), omogućuje instalaciju Ubuntua na čvrst (engl. hard) disk  iz „živog” CD-a (engl. Live CD), bez potrebe za ponovnim pokretanjem računara pre instalacije. Od verzije 5.04, UTF-8 je osnovni način kodiranja znakova, koji podržava puno nelatiničnih pisama (zapravo, to je jedan od oblika Unikoda).
Alatka Sudo se, kao sigurnosna funkcija, koristi za dodeljivanje privremenih prava za obavljanje upravnih poslova, dozvoljavajući korenskom (engl. root) nalogu da ostane zaključan i sprečavajući neiskusne korisnike da slučajno naprave velike greške koje bi imale veoma loše posledice.
Od Ubuntua 6.06 dodata je mogućnost pokretanja Ubuntua bez instalacije („živ” CD), tako omogućavajući korisnicima da provere podržanost njihovog hardvera na Ubuntuu. Ubuntu Desktop sadrži grafičko okruženje radne površi („radni sto”). U verzijama pre 11.04, glavno korisničko sučelje je bilo Gnom panel, ali je zamenjeno Junitijem (engl. Unity), grafičkim okruženjem koje je u početku bilo namenjeno za izdanje Ubuntua za prenosne računare. U Ubuntuu preovladavaju nijanse sive i braon, a ikonice i pozadina su obojene u nijanse ljubičaste i narandžaste boje.
Ubuntu dolazi sa mnoštvom instalisanog softvera, uključujući Libreofis, Fajerfoks, Tanderberd, Empatiju, Transmisiju itd. Dodatni softver koji nije instalisan po početnim postavkama, uključujući softver koji je nekada bio u početnim postavkama kao Evolucija, Gimp, Pidžin itd. mogu biti instalisani putem Ubuntu softver centra ili nekog drugog programa za upravljanje paketima. Programi u „Softverskom centru” su uglavnom besplatni, ali postoje i oni koji se naplaćuju, najčešće časopisi. Ubuntu takođe može da pokreće brojne aplikacije namenjene za Microsoft Windows (npr. Majkrosoft ofis), kroz Vajn ili koristeći virtuelnu mašinu (npr. Vršualboks).

## Izdanja
| Verzija Ubuntu | Kodno ime                    | Izašla                       | Podržana do                  | Podržana do                  | Zabeleške                    |
| Verzija Ubuntu | Kodno ime                    | Izašla                       | Desktop                      | Server                       | Zabeleške                    |
| -------------- | ---------------------------- | ---------------------------- | ---------------------------- | ---------------------------- | ---------------------------- |
| 4.10           |                              | 20. 10. 2004.                | 30. 4. 2006.                 | 30. 4. 2006.                 | kernel 2.6.8                 |
| 5.04           |                              | 8. 4. 2005.                  | 31. 10. 2006.                | 31. 10. 2006.                | kernel 2.6.10                |
| 5.10           |                              | 13. 10. 2005.                | 13. 4. 2007.                 | 13. 4. 2007.                 | kernel 2.6.12                |
| 6.04 DP        |                              | 1. 6. 2006.                  | 14. 7. 2009.                 | 1. 6. 2011.                  | kernel 2.6.15                |
| 6.10           |                              | 26. 10. 2006.                | 25. 4. 2008.                 | 25. 4. 2008.                 | kernel 2.6.17                |
| 7.04           |                              | 19. 4. 2007.                 | 19. 10. 2008.                | 19. 10. 2008.                | kernel 2.6.20                |
| 7.10           |                              | 18. 10. 2007.                | 18. 4. 2009.                 | 18. 4. 2009.                 | kernel 2.6.22                |
| 8.04 DP        |                              | 24. 4. 2008.                 | 12. 5. 2011.                 | 9. 5. 2013.                  | kernel 2.6.24                |
| 8.10           |                              | 30. 10. 2008.                | 20. 4. 2010.                 | 20. 4. 2010.                 | kernel 2.6.27                |
| 9.04           |                              | 23. 4. 2009.                 | 23. 10. 2010.                | 23. 10. 2010.                | kernel 2.6.28                |
| 9.10           |                              | 29. 10. 2009.                | 30. 4. 2011.                 | 30. 4. 2011.                 | kernel 2.6.31                |
| 10.04 DP       |                              | 29. 4. 2010.                 | 9. 5. 2013.                  | 4. 2015.                     | kernel 2.6.32                |
| 10.10          |                              | 10. 10. 2010.                | 10. 4. 2012.                 | 10. 4. 2012.                 | kernel 2.6.35                |
| 11.04          |                              | 28. 4. 2011.                 | 28. 10. 2012.                | 28. 10. 2012.                | kernel 2.6.38                |
| 11.10          |                              | 13. 10. 2011.                | 9. 5. 2013.                  | 9. 5. 2013.                  | kernel 3.0                   |
| 12.04 DP       |                              | 26. 4. 2012.                 | 4. 2017.                     | 4. 2017.                     | kernel 3.2                   |
| 12.10          |                              | 18. 10. 2012.                | 4. 2014.                     | 4. 2014.                     | kernel 3.5                   |
| 13.04          |                              | 25. 4. 2013.                 | 1. 2014.                     | 1. 2014.                     | kernel 3.8                   |
| 13.10          | [ 22 ]                       | 18. 10. 2012.                | 4. 2014.                     | 4. 2014.                     | kernel 3.11                  |
| 14.04 DP       |                              | 17. 4. 2014.                 | 4. 2019.                     | 4. 2019.                     | kernel 3.13                  |
| 14.10          |                              | 23. 10. 2014.                | 7. 2015.                     | 7. 2015.                     | kernel 3.16                  |
| 15.04          |                              | 23. 4. 2015.                 | 1. 2016.                     | 1. 2016.                     | kernel 3.19                  |
| 15.10          |                              | 22. 10. 2015.                | 7. 2016.                     | 7. 2016.                     | kernel 4.2                   |
| 16.04 DP       |                              | 21. 4. 2016.                 | 4. 2021.                     | 4. 2021.                     | kernel 4.4                   |
| 16.10          |                              | 13. 10. 2016.                | 7. 2017.                     | 7. 2017.                     | kernel 4.8                   |
| 17.04          |                              | 13. 4. 2017.                 | 1. 2018.                     | 1. 2018.                     | kernel 4.10                  |
| 17.10          |                              | 19. 10. 2017.                | 7. 2018                      | 7. 2018                      | kernel 4.13                  |
| 18.04 DP       |                              | 26. 4. 2018.                 | 4. 2023                      | 4. 2023                      | kernel 4.15                  |
| 18.10          |                              | 18. 10. 2018.                | 7. 2019                      | 7. 2019                      | kernel 4.18                  |
| 19.04          |                              | 18. 4. 2019.                 | 1. 2020                      | 1. 2020                      | kernel 5.0                   |
| 19.10          |                              | 17. 10. 2019.                | 7. 2020                      | 7. 2020                      | kernel 5.3                   |
| 20.04 DP       |                              | 23. 4. 2020.                 | 4. 2025                      | 4. 2025                      | kernel 5.4                   |
| 20.10          | [ 23 ]                       | 22. 10. 2020.                | 7. 2021                      | 7. 2021                      | TBA                          |
| Boja           | Značenje                     | Značenje                     | Značenje                     | Značenje                     | Značenje                     |
| Roze           | Staro izdanje, nije podržano | Staro izdanje, nije podržano | Staro izdanje, nije podržano | Staro izdanje, nije podržano | Staro izdanje, nije podržano |
| Plava          | Staro izdanje, podržano      | Staro izdanje, podržano      | Staro izdanje, podržano      | Staro izdanje, podržano      | Staro izdanje, podržano      |
| Zelena         | Trenutno, stabilno izdanje   | Trenutno, stabilno izdanje   | Trenutno, stabilno izdanje   | Trenutno, stabilno izdanje   | Trenutno, stabilno izdanje   |
| Žuta           | Buduće izdanje               | Buduće izdanje               | Buduće izdanje               | Buduće izdanje               | Buduće izdanje               |

Svako izdanje Ubuntua ima svoj verzijski broj koji se sastoji od poslednje dve cifre godine po gregorijanskom (novom) kalendaru i broja meseca u godini. Nа primer, prvo izdаnje Ubuntuа, 4.10, obјаvljeno je 20. oktobrа 2004. Ako se desi dа izdаnje bude obјаvljeno каsnije nego što je to bilo plаnirаno, tаdа se i brojevi menјајu u sklаdu sа mesecom i godinom u kojoj je izdаnje obјаvljeno. U svакоdnevnom govoru, Ubuntu izdаnја se često zovu sаmo po pridevu.
Izdаnја su vremenski nаmeštenа tако dа izаđu oko mesec dаnа nакоn novog izdаnја Gnom, tj. oko dvа mesecа nакоn novog izdаnја prozorskog sistemа Iks (X). Као posledicа togа, svако izdаnje Ubuntua dolаzi sа nаdogrаđenim izdаnjem Gnomа i Iksа.
Nаdogrаdnje između izdаnја se morајu urаditi sа јеdnog nа sledeće izdаnje (npr. Ubuntu 12.10 nа 13.04) ili sа јеdnog DP izdаnја nа drugo DP izdаnje (npr. Ubuntu 10.04 DP nа Ubuntu 12.04 DP).
Ubuntu 10.10 je obјаvljen 10. oktobrа 2010. (10.10.10.). To je odstupаnje od uobičajenog sistemа obјаvljivаnја pri krајu oktobrа dа bi se dobilа „Sаvršenа desetка”, i jer su tri desetke (101010) jednаке broju koji je odgovor nа konаčno pitаnje o životu svemiru i sve što postoji po Autostoperskom vodiču kroz gаlакsiju.
Ubuntu 11.04 je izаšао 28. аprilа 2011. godine i dobio je kodno ime Natty Narwhal (Uredni Nаrvаl).
Korisničko sučelje ovog izdаnја је bilo veomа rаzličito od prošlih jer je Juniti (Unity) uvedeno као osnovno okruženje. Ipак, i dаlje je postојаlo stаro, „klаsično” izdаnje (Gnom pаnel). Novo sučelje je primilo oštre kritike od strаne nekih korisniка koji su novo okruženje videli као mаnje funkcionаlno od Gnom pаnelа, dok su drugi korisnici pohvаlili novo okruženje као funkcionаlno i minimаlistički urаđeno nаsuprot stаrom dizајnu. Međutim, oni koji su pozitivno rеаgovаli nа novine ipаk misle dа imа dostа mestа zа poboljšаnја.
Sа izdаnjem Ubuntuа 12.10, ISO odraz ne stаје nа stаndаrdan (700MB) kompакt disk, već zаhtevа DVD ili pokretački (engl. bootаble) fleš disk sа 1GB ili više memorije. Postoji i nezvаničnа ponovno sаbijenа sliка која može dа stаne nа CD.

## Klasifikacija paketa i podrška
Ubuntu deli sav softver na četiri dela, zvanih komponente, da bi pokazao razlike u licenciranju i nivou podrške koja je dostupna.
| Komponente | Slobodan softver | Vlasnički softver |
| ---------- | ---------------- | ----------------- |
| Podržane   | Glavna           | Ograničena        |
| Nepodržane | Univerzum        | Multiverzum       |

Slobodan softver uključuje samo onaj softver koji podržava Ubuntuove zahteve za licenciranje, koji otprilike odgovaraju Debijanovim smernicama za slobodan softver. Izuzeci su firmver i fontovi u glavnoj komponenti.
Vlasnički softver uglavnom nije podržan (Multiverzum), ali postoje neki izuzeci (Ograničen) zbog važnih vlasničkih programa. Podržan vlasnički softver uključuje i upravljačke programe koji omogućuju Ubuntuu da se normalno koristi na novijem hardveru. Razina podrške za vlasnički softver je manja nego za slobodan, prvenstveno zbog toga što programeri nemaju pristup kôdu. Namera je da glavna i ograničena komponenta sadrži sav softver neophodan za celovito stono okruženje. Alternativni programi za iste namene su stavljeni u komponente Univerzum ili Multiverzum.
-updates skladište omogućuje stabilne nadogradnje softvera, koji se uglavnom instališe kroz upravnika nadogradnji. Svako izdanje ima svoje -updates skladište (npr. quantal-updates). Ta skladišta su podržana od strane Kanonikla za glavnu i ograničenu komponentu, dok zajednica podržava univerzum i multiverzum. Svaka nadogradnja prvo mora proći provere i kroz -proposed skladište, pre nego li izađe. Nadogradnjama se može pristupiti do isteka podrške izdanja.
Nestabilno -proposed skladište sadrži nadogradnje koje se moraju potvrditi pre nego li budu premeštene u -updates. Sve nadogradnje moraju ići kroz ovaj proces da bi se potvrdila njihova sigurnost. Nadogradnje u -proposed skladištu potvrđuju Kanonikal ili zajednica.
Kanoniklovo partner skladište omogućuje vlasnicima vlasničkog softvera da svoje proizvode omoguće i na Ubuntuu. Softver u partner skladištu je zvanično podržano sa sigurnosnim i ostalim važnim nadogradnjama od strane njihovih proizvođača. Kanonikal podržava pakovanje vlasničkog softvera za Ubuntu i daje savete vlasnicima. Skladište partner je isključeno po standardnim postavkama i može ga omogućiti korisnik. Neki od popularnih proivoda koji se mogu naći u tom skladištu su Adobi Fleš, Adobi Rider, Oil Rush.

### Dostupnost softvera
Ubuntu ima sistem sertifikacije za softver trećeg lica. Paket ubuntu-restricted-extras sadrži dodatan softver koji može biti legalno (zakonski) ograničen, uključujući podršku za MP3 i DVD video puštanje, Majkrosoftove TruTajp Jezgrene (osnovne) Fontove, San Javu, Adobi Fleš, mnoge česte audio/video kodeke (kodere i dekodere) i unrar (otpakivač za kompresovane datoteke u RAR obliku).
Naknadno, softver trećeg lica je dostupan za kupovinu kroz Kanoniklovu mrežnom prodavnicom, uključujući softver za puštanje DVD-a i medijske kodeke.

## Varijante
Zvаnične vаriјаnte Ubuntua, koje Каnoniкаl i zајеdnicа Ubuntu prаve, održаvајu i dobiјајu punu podršku od Каnoniklа i njegovih pаrtnerа su:
- Ubuntu Desktop, dizajniran za stone i prenosne lične računare (nekada je postojalo i Ubuntu Netbuk izdanje za netbuke (još lakši prenosni računari) i druge prenosnike s malim ekranima, ali je kasnije ukinuto zbog kombinovanja sa stonim izdanjem). Stona varijanta se može instalisati i pomoću alternativnog kompakt diska koji koristi Debijanov instalacioni program i dozvoljava neke napredne opcije pri instalaciji. Takođe, može da instališe Ubuntu na sistem sa manje od 256MB radne memorije (iako možda neće čitav Ubuntu moći da radi).[46]
- Ubuntu Server, napravljen za korišćenje na serverima.[47] Ne dolazi uz grafičko sučelje.
- Ubuntu Desktop Poslovna Prerada, varijanta namenjena poslovnim korisnicima sa vlasničkim softverom uključujući Adobi Fleš, Kanonikal Pejzaž, OpenJDK i VMWare, a bez društvenih aplikacija.[48]

- Ubuntu TV, sa motivom „TV za ljudska bića”, prikazan je na Potrošačkom Prikazu Elektronike od strane Kanoniklovog upravnika marketinga, Džona Bernarda.[49] Stvoren za pametne televizore, Ubuntu TV omogućuje pristup poznatim internetskim servisima i prebacivanje sadržaja na i sa Android, iOS i Ubuntu sistema.[50]
- Ubuntu za Android, varijanta koja je namenjena za korištenje na Android telefonima. Očekuje se da bude automatski instalisan na nekoliko telefona.[51] Mark Šatlvort i Džon Bernard su ga predstavili na Svetskom Prikazu Mobilnih Telefona u 2012.[52]
- Ubuntu na dodir je varijanta za pametne telefone i tablične računare koja je objavljena u januaru 2013 i očekuje se da će biti objavljena prva verzija u trećoj četvrti 2013. ili prvoj četvrti 2014. godine. Prvo izdanje će moći samo da radi na Galaksi Neksusu.[53] Ubuntu pametni telefoni visoke klase će moći da koriste stonu varijantu Ubuntua kad se prikače sa monitorom i tastaturom.[54]

Postoje mnoge varijante Ubuntua (ili derivati) koje su zasnovane na zvaničnim varijantama. Te varijante Ubuntua imaju skup drugačijih alatki što ih i razlikuje od zvaničnih varijanti.
Varijante koje su priznate od Kanonikla kao varijante koje značajno pomažu Ubuntu projektu su sledeće:
- Edubuntu, dizajniran za škole i kućne korisnike[55]
- Kubuntu, varijanta koja koristi stono okruženje KDE.
- Lubuntu, lagana varijanta koja koristi LXDE i namenjena je za slabije računare.
- Mitbuntu, varijanta koja se koristi za stvaranje kućnog bioskopa sa MythTV i Xfce-jem.
- Ubuntu Gnome, varijanta koja koristi stono okruženje Gnom.
- Ubuntu Ćilin, varijanta koja je prilagođena za kinesko tržište i ima podršku NR Kine
- Ubuntu Studio, varijanta za profesionalno video i audio uređivanje, dolazi sa veoma dobrim slobodnim softverom za multimedijsko uređivanje.
- Ksubuntu, varijanta koja koristi stono okruženje Xfce, namenjena za slabije računare.

Edubuntu, Kubuntu, Lubuntu, , Ubuntu Studio, i Ksubuntu nisu komercijalno podržani od strane Kanonikla.

## Reakcije
Na Distrovoč listi Linuks distribucija, strana Ubuntua je jedna od najčešće posećenih više od godinu dana.. Ubuntu je nagrađen od strane čitalaca kao najbolja distribucija za 2005. na LinuxWorld Conference and Expo u Londonu. Ubuntu je bio najbolje ocenjivan na Internetu i štampanim publikacijama. Mnogi kritičari Ubuntua ukazuju na to da je glavni deo njegovog uspeha ogromna zajednica korisnika.
Aprila 2005. Ijan Merdok (Ian Murdock), osnivač Debiana, kritikovao je Ubuntu zbog nekompatibilnosti između njegovih paketa i Debianovih, govoreći da se Ubuntu previše udaljio od Debian Sardža da bi ostao kompatibilan.

## Galerija
- Ubuntu 12.10
- GIMP na Ubuntuu
- Ubuntu softver centar
- LajtDM u Ubuntuu
- Ksubuntu 12.10 radna površ
- Kubuntu 12.10 radna površ

## Literаturа
- Hil, Bendžаmin (2006). Zvаničnа Ubuntu knjigа. SAD: Prentice Hall. ISBN 978-0-13-243594-9.
- Tomаs, Kir (2006). Početак:Ubuntu Linuks. SAD: APress. ISBN 978-1-59059-627-2.
- Okser, Džonаtаn (2006). Ubuntu hакоvi. SAD: O'Reilly Media. ISBN 978-0-596-52720-4.

- Gagne, Marcel (27. 8. 2006). Moving to Ubuntu Linux (1st изд.). Addison-Wesley Professional. стр. 496. ISBN 978-0-321-42722-9.

- Grant, Rickford; Bull, Phil (7. 7. 2010). Ubuntu for Non-Geeks: A Pain-Free, Get-Things-Done Guide (4th изд.). No Starch Press. стр. 496. ISBN 978-1-59327-257-9.

- Hill, Benjamin Mako; Bacon, Jono; Burger, Corey; Jesse, Jonathan; Krstic, Ivan (21. 8. 2006). The Official Ubuntu Book (1st изд.). Prentice Hall. стр. 448. ISBN 978-0-13-243594-9.

- Hudson, Andrew; Hudson, Paul; Helmke, Matthew; Troy, Ryan (25. 12. 2009). Ubuntu Unleashed 2010 Edition: Covering 9.10 and 10.4 (5th изд.). SAMS. стр. 864. ISBN 978-0-672-33109-1.

- Keir, Thomas (15. 3. 2006). Beginning Ubuntu Linux: From Novice to Professional. Apress. стр. 608. ISBN 978-1-59059-627-2.

- Oxer, Jonathan; Rankin, Kyle; Childers, Bill (14. 6. 2006). Ubuntu Hacks: Tips & Tools for Exploring, Using, and Tuning Linux (1st изд.). O'Reilly Media. стр. 448. ISBN 978-0-596-52720-4.

- von Hagen, William (3. 1. 2007). Ubuntu Linux Bible (1st изд.). Wiley. стр. 936. ISBN 978-0-470-03899-4.

- Paporovic, Sasa (2014). Ubuntu 14.04 – Everyday usage (Video-Tutorial). CreateSpace.

## Spolјаšnje veze
- Ubuntu zvаničnа internet prezentаciја
- на Дистровочу
- Blog Маrка Šаtlvortа
- Ubuntu IRC каnаl
- Libre - magazin o slobodnom softveru
- Ubuntu Srbiја Архивирано на веб-сајту  (10. децембар 2006)
- Kubuntu Srbiја Архивирано на веб-сајту  (3. јун 2013)